# Texas Rangers (Architektengruppe)
Die Texas Rangers waren eine Gruppe von Architekten und Kunsthistorikern, die alle im Zeitraum von 1951 bis etwa 1958 an der neu gegründeten School of Architecture der University of Texas at Austin lehrten. Die Gruppe war ein informelles Netzwerk, der Name wurde erst im Nachhinein vergeben.
Die Ursprünge der Gruppe liegen in der Ernennung von Harwell Hamilton Harris zum ersten Direktor der Schule 1951. Beeindruckt von neuen Ansätzen des ehemaligen Bauhausmitgliedes Josef Albers, sorgte Harris für die Berufung von Professoren, deren Vorstellungen von Design und Architektur jenen von Albers entsprachen, um an seiner Schule zu unterrichten. Unter ihnen waren Robert Slutzky, Colin Rowe, John Hejduk, Lee Hodgden, John Shaw, Werner Seligmann und Bernhard Hoesli. Gemeinsam entwickelten sie an der Hochschule und individuell auch später eine neue Architekturauffassung bzw. -ausbildung, die sich vom damals üblichen Funktionalismus der Nachkriegsmoderne abhob, indem sie neue Ansätze, besonders des Einflusses der Architekturgeschichte, in den Studiengang integrierten.